# 伊拉克猶太人歷史

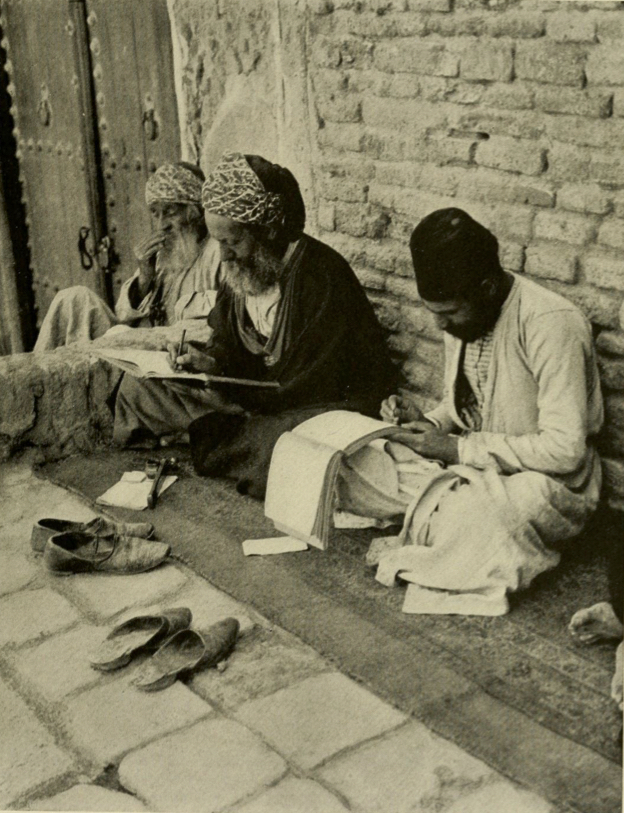
1914年坐在以西結墓旁的猶太人抄寫員

伊拉克犹太人又名巴比伦犹太人，是世界上历史最悠久的犹太人社群之一，其历史记载始于公元前586年开始的巴比伦囚虏时期。当时，新巴比倫帝國击败犹大王国，並將大量犹太人分几批流放至巴比伦。 几十年后，随着《居鲁士敕令》的颁布，一些被流放的犹太人返回了自己的故土。
公元3世纪，以色列地的犹太人口发生缩减，巴比伦尼亚的犹太社群逐渐成为犹太人学术研究的中心。这里出现了很多塔木德学院。巴比伦尼亚塔木德也是在这里完成汇编的。伊拉克犹太人社群逐渐形成了一个同质群体，保持着犹太人的身份、文化和传统。伊拉克的犹太人保有很多独特之处：讲古阿拉伯方言猶太-阿拉伯語；维持传统着装；遵循犹太人传统仪式与惯例，比如安息日等犹太节日；遵从犹太教饮食规定 。中世纪，蒙古人对波斯和美索不达米亚的入侵以及哈里發國伊斯兰教統治者的歧视最终导致巴比伦尼亚的犹太人社群衰败。伊拉克犹太人在奥斯曼帝国的统治下过得好了一些。伊拉克犹太人在19世纪下半叶建立了现代化学校 。不過仍然有很多巴格达的犹太人大家族都逃往印度以及其他地方，來到亞洲其他地方的伊拉克的犹太人又被稱為巴格达犹太人。
1948年阿拉伯-以色列戰爭过后，阿拉伯国家政府对犹太人的压迫以及犹太人遭受的文化歧视都达到高峰。伊拉克政府在维持歧视本国犹太人的政策的同时还禁止他们移民以色列，担心这会加强新生的以色列国家的国力。1950年，伊拉克政府改变政策，准许犹太人移民，从而許多伊拉克猶太人放弃了自己的伊拉克国籍。1950-52年间，通过以斯拉和尼希米行动，伊拉克全国的犹太人人口几乎都从本国迁移至以色列。此時大约有12万至13万伊拉克犹太人（占全部伊拉克犹太人的75%）抵达了以色列 。剩余的伊拉克犹太人口在接下来的几十年里持续减少；截至2020年代，伊拉克全国只剩个把犹太人。
今日，在以色列的伊拉克犹太人後代族群已十分强盛，他们维系着伊拉克犹太人的宗教和文化传统，奧爾耶胡達、吉夫阿塔伊姆和迦特镇等地伊拉克犹太人後代較多。2014年政府数据显示，以色列国内共有227900名有伊拉克裔犹太人，另有人估计，有多达60万以色列人拥有伊拉克背景。在英国、爱尔兰、澳大利亚、新加坡、加拿大以及美国还存在着较小的维持着伊拉克犹太人传统的犹太人社群。